# Sidneioides ivicense
Sidneioides ivicense är en sjöpungsart som beskrevs av Pérès 1957. Sidneioides ivicense ingår i släktet Sidneioides och familjen klumpsjöpungar. Inga underarter finns listade i Catalogue of Life.